# (12541) Makarska
(12541) Makarska est un astéroïde de la ceinture principale.

## Description
(12541) Makarska est un astéroïde de la ceinture principale. Il fut découvert le 15 août 1998 à Visnjan par l'Observatoire de Višnjan. Il présente une orbite caractérisée par un demi-grand axe de 3,01 UA, une excentricité de 0,12 et une inclinaison de 11,2° par rapport à l'écliptique.

## Compléments